# VIII. Orbán pápa
VIII. Orbán (1568. április 5., Firenze – 1644. július 29., Róma) a 235. pápa 1623-tól haláláig. A firenzei származású Barberini család tagjaként Orbán pontifikátusa több szempontból is mérföldkőnek tekinthető a pápaság történetében. Huszonegy éves uralkodása önmagában is figyelemre méltó, de ez volt az utolsó olyan pontifikátus, amely alatt a pápai állam terjeszkedni tudott. Orbán volt az utolsó olyan egyházfő, aki a nepotizmussal családjának igen nagy előnyöket juttatott. Orbán több szempontból is szakított elődje politikájával. XV. Gergely több figyelmet szentelt a belügyekre, és a külpolitikába csak ritkán és meggondoltan szólt bele. Ezzel szemben Orbán pontifikátusának legvitathatóbb történései a harmincéves háborúhoz köthetők. A pápa furcsa módon a pápaság és az itáliai hegemónia érdekében többször is a protestánsok pártját erősítette. A költőként is remekelő egyházfő rengeteg építészeti emléket hagyott az utókorra, ami a háborúkkal együtt óriási adósságot rótt a pápai kincstárra és Rómára is.

## Pályája a pápai trón előtt
1568 áprilisában született Firenzében egy gazdag nemes kereskedőcsaládban, eredetileg Maffeo Barberini néven. Apját Antonio Barberininek hívták, aki meghalt, amikor Maffeo még alig érte el a hároméves kort. Anyja, Camilla Barbadoro egyedül maradt gyermekeivel, és úgy döntött, hogy a neveltetés túlságosan nagy terhét megosztja a család többi tagjával. Maffeo még kisgyermekként Rómába költözött anyjával, és hamarosan nagybátyjához került, Francesco Barberinihez, aki akkoriban apostoli protonotárius volt a Vatikánban. Francesco a Collegio Romanóba adta a gyermeket, a jezsuiták szárnya alá. A kiváló oktatásnak hála Maffeo Pisában folytatta tanulmányait, ahol 1589-ben jogból doktorátust szerzett. Diplomájával azonnal visszautazott az örök városba, ahol nagybátyja közreműködésével azonnal állást is kapott a Szentszéknél. Apostoli abbreviátorként és az Apostoli Signatura gyakornokaként kezdte meg egyházi pályáját.

1592-ben VIII. Kelemen Fano kormányzójának nevezte ki, majd hamarosan nagybátyja nyomdokaiba léphetett, és apostoli protonotárius lett. 1601-ben pápai követként IV. Henrik francia király udvarába utazott, hogy kifejezze a pápa örömét és jókívánságait az uralkodó elsőszülött fiához, a későbbi XIII. Lajoshoz. 1604-ben Názáret érsekének nevezték ki, amely csak névleges egyházi méltóság volt, hiszen a város az Oszmán Birodalom uralma alatt állt. Még ugyanebben az évben a pápa párizsi nunciusnak nevezte ki Maffeót, aki gyorsan kiváló kapcsolatot épített ki IV. Henrikkel. Franciaországi munkájának elismeréseképpen V. Pál pápa 1606. szeptember 11-én presbiter-bíborosnak szentelte fel a San Pietro in Montorio-templom címén. Címtemplomának nevét egyébként négy évvel később Sant'Onofrio-templomra. 1608. október 17-én Spoleto érseke lett, ahol a krónikák feljegyzései alapján nem tétlenkedett. Összehívott egy zsinatot egyházmegyéjében, és a legalapvetőbb fegyelmi kérdéseket a reformok szerint megerősítette. Befejezte a megkezdett papnevelde építését, és további két neveldét építtetett Spello és Visso városában. 1617-ben a Signatura prefektusa lett és Bologna pápai követe. 1623-ban V. Pál halálának hírére Rómába utazott, ahol ötvenöt kardinális gyűlt össze a konklávéra. A francia udvar támogatásának is köszönhetően Maffeo Barberini ötven bíboros szavazatát elnyerve 1623. augusztus 6-án az egyház feje lett. A Rómában tomboló láz a választás után megtámadta az újdonsült pápát is, ezért orvosai azt tanácsolták, hogy a hivatalos koronázást tolják el szeptember 29-éig. A koronázás előtt a leírások szerint térdre borult az oltár előtt és könyörgött az Úrhoz, hogy segítse őt egy olyan uralkodásban, amely az egyház javát szolgálja. Ezek után VIII. Orbán néven pápává koronázták.

## A féktelen költekezés pontifikátusa

### Haladó belpolitika

#### Családi vállalkozás
Orbán a pápai állam és a Római Kúria belső ügyeit családi bizalomra alapozva akarta irányítani. A pápa uralkodásának legnagyobb vétségeként tartották számon Orbán nepotizmusát, ami valóban egészen átfogóvá vált nemcsak a kiosztott világi és egyházi méltóságok terén, hanem családi körén belül is. Három nappal hivatalos beiktatása után bíborossá nevezte ki unokaöccsét, Francesco Barberinit. 1627-ben őt tette meg a Vatikán könyvtárosának, majd 1632-ben alkancellárnak. A bíboros-nepos kinevezésén senki nem botránkozott volna meg, ugyanis noha tiltották a reformrendelkezések, mégis az unokaöccs bizalmas pozícióba helyezése megszokott volt a pápai udvarban. Ráadásul Francesco nem volt rossz választás. Nem élt vissza hatalmával, igaz ugyan, hogy ő építtette fel a római Barberini Palotát, de ő hozta létre a híres Barberini Könyvtárat is, amelyet 1902-ben a Vatikáni Apostoli Könyvtár részévé nyilvánítottak. 

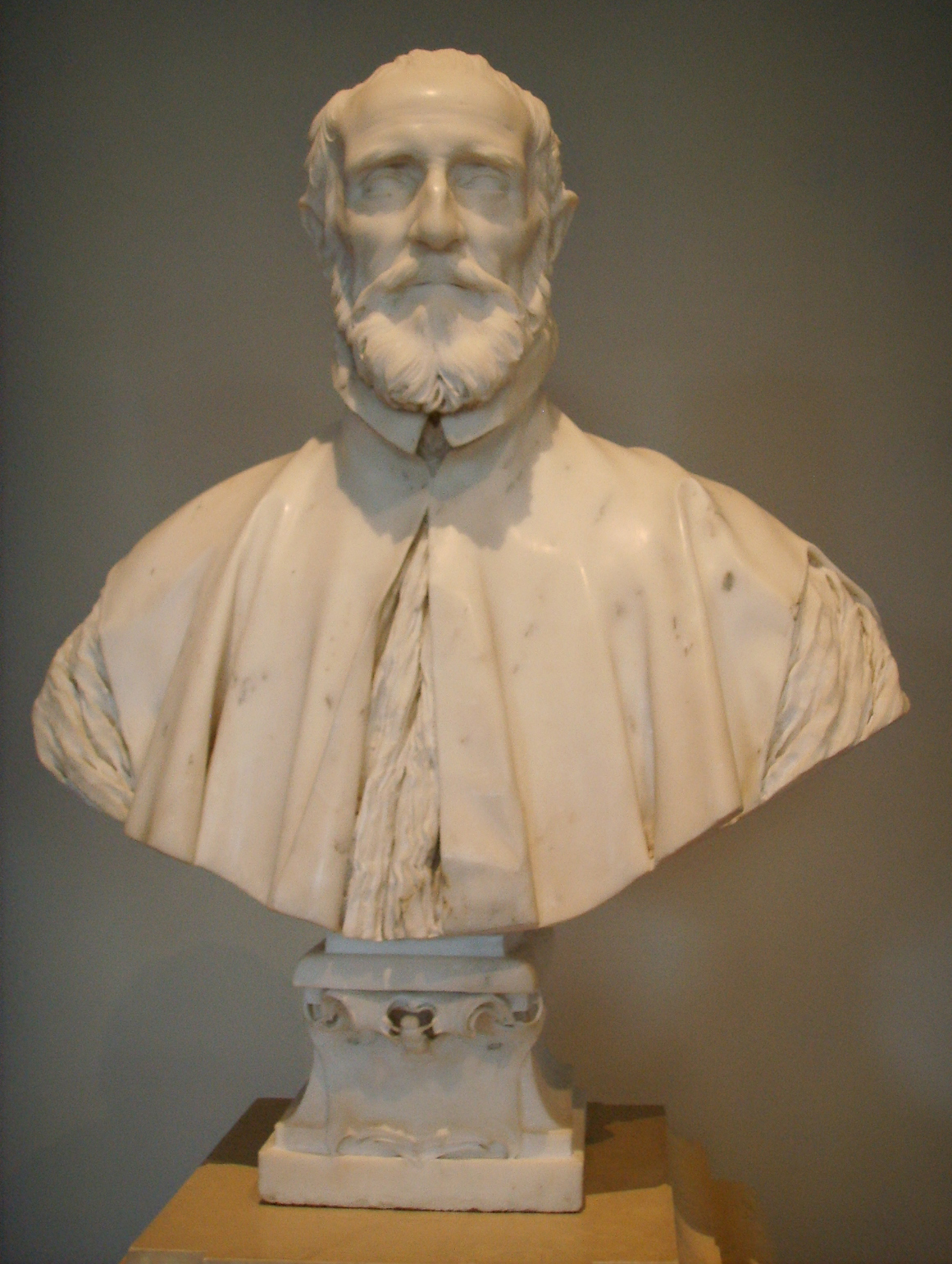
Bernini szobra Orbán unokaöccséről, Francesco Barberiniről

1627-ben egy másik unokaöccs, Antonio Barberini is a bíborosok közé állhatott, és 1638-tól a camerlengo igen fontos tisztségét tölthette be. Emellett Antonio a pápai seregek főparancsnoka lett, és több jelentős pápai legátusnak is tagja, sőt vezetője volt. Orbán szűkebb családi körében is bőkezűnek bizonyult, és 1625-ben a kapucinusok közé állt bátyját, Antoniót Senigaglia egyházmegye élére állította, majd három évvel később őt is bíbor kalappal ajándékozta meg. Antonio a Penitenciária vezetője lett, és ő is megkapta a vatikáni könyvtáros címet. 

Az egyházi vonaltól elszakadva Orbán egy harmadik unokaöccsét is rendkívüli kegyben részesítette, de ezúttal világi hatalmat adott Taddeo Barberininek. Palestrina hercege és Róma prefektusa lett az ifjú Barberini. A nepotizmus révén a Barberini család feliratkozott Itália leghatalmasabb nemesi családjainak sorába. Orbánt pontifikátusa alatt több vád is érte családjának támogatása miatt, és az egyházfő többször is felkért egy teológusokból álló bizottságot, hogy vizsgálja ki a vádakat. De a bizottságok mindig a pápa oldalán döntöttek.

#### Bullák és egyházi döntések

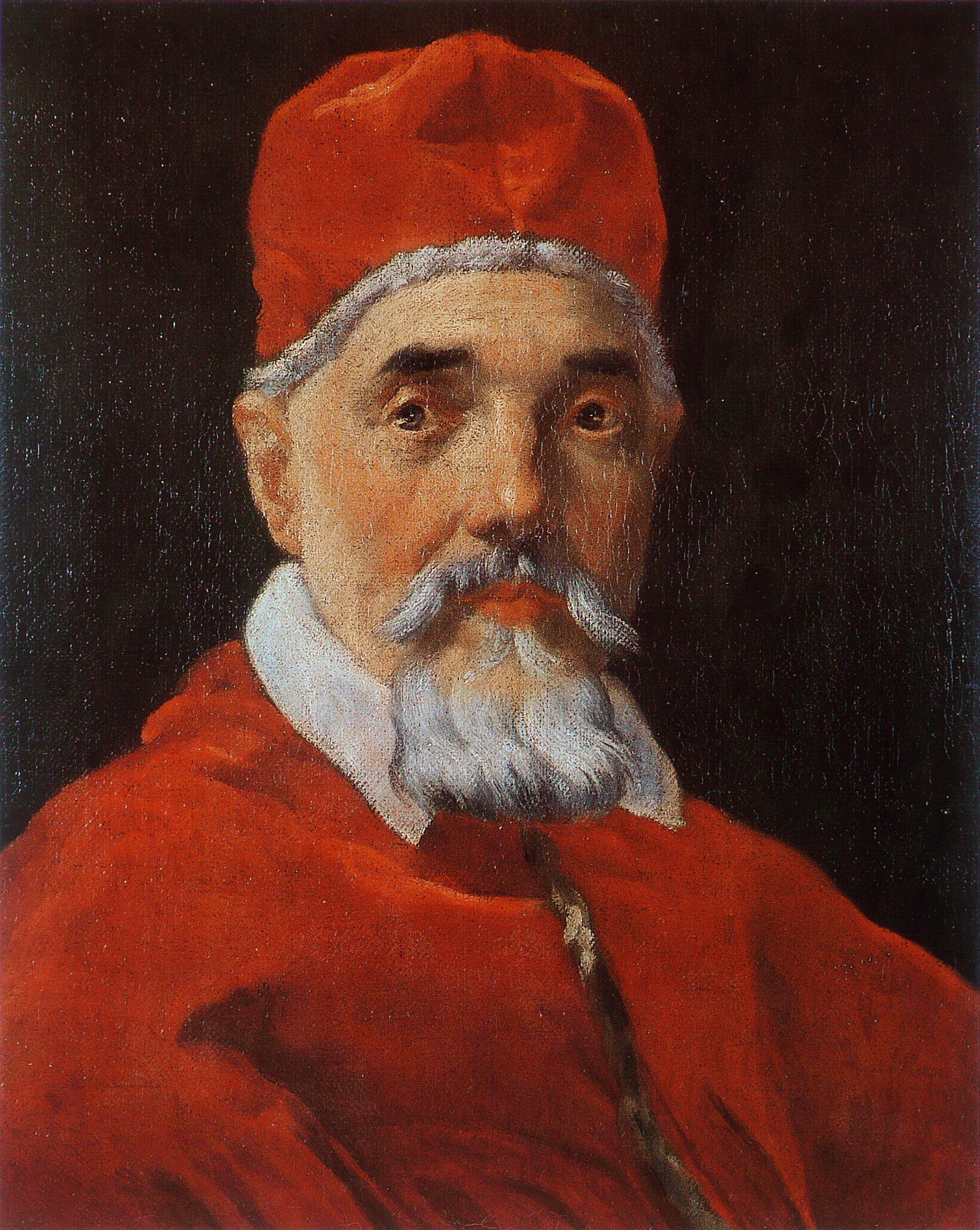
VIII. Orbán pápa

Természetesen Orbán belpolitikája nemcsak saját családjának megerősítésében merült ki. Reformpápaként igyekezett az egyház belső ügyeit is kézben tartani. Pontifikátusának első hivatalos rendelkezései a szentek és a boldogok felavatásának, tiszteletének és ünnepnapjaiknak szabályozásához kötődtek. Elsőként bullában erősítette meg Néri Szent Fülöp, Loyolai Szent Ignác és Xavéri Szent Ferenc szentté avatását. Ő maga Portugáliai Erzsébetet és Andrea Corsinit avatta szentté. 1625. október 30-án kiadott bullájában a szentté és boldoggá avatást a Szentszék kizárólagos jogának minősítette. Emellett megtiltotta a glória ábrázolását, olyan személyek esetében, akiket nem avattak boldoggá vagy szentté. Továbbá tilos volt fáklyát vagy emléktáblát állítani ezen emberek síremléke elé, és persze büntetendő volt az is, ha a hivatalos egyházi bizonyítási eljárás előtt az állítólagos csodatetteit nyomtatásban közzé tették. 1642. szeptember 13-án kiadott bullájában Orbán az egyházi ünnepnapokat a vasárnapok mellett harmincnégyre csökkentette le. 

A szentek és boldogok ügyein kívül Orbán sokat foglalkozott a Breviárium átszerkesztésével is. A pápának minden bizonnyal különösen kedves volt ez az egyházi gyűjtemény, hiszen még költeményeket is írt bele. 1629-ben kinevezett egy bizottságot, amelynek feladata a Breviárium átdolgozása volt. Az átdolgozott kiadás több hibát és helytelen átdolgozást is tartalmazott, de Orbán ezzel együtt 1631-ben elfogadta az új Breviáriumot, amit a következő évben adtak ki. 

A pápa 1627-ben kiadta az In Coena Domini bulla újabb változatát, amely már 1363 óta folyamatosan bővülve tartalmazta az egyház által büntetendőnek tartott cselekedeteket. Orbán egyébként a tridenti zsinat döntéseinek elkötelezett híve volt, éppen ezért többször is megerősítette a zsinat fegyelmi kérdéseit. A főpapok egyházmegyéhez kötésében például nem tűrt ellentmondást. Orbán 1624-ben kiadott egy dohányzás ellenes bullát is, amelyben egyházi átokkal büntette azt, aki dohányzik. Indoklásként meglehetősen furcsa érvet hozott fel a dohányzás ellen. A pápa szerint a dohány tüsszentésre ingerel, amely pedig hasonló érzést kelthet, mint a szexuális izgalom. Emiatt a dohányt bűnös dolognak tartotta. 1635-ben Orbán bullában engedélyezte Pázmány Péter bíborosnak a Nagyszombati Egyetem megalapítását. 1633-ban a pápa elítéltette az inkvizícióval Galileo Galileit jezsuita ellenes írásai miatt. Orbán mindemellett nem kritizálta Galilei tudományos munkásságát. 1642. március 6-án kiadta az In eminenti kezdetű bulláját, amelyben elítélte a janzenizmust.

#### Missziók és rendek
Orbán nagy figyelmet szentelt a katolikus hit terjesztésének, kiváltképpen a távoli országokban. A pogány országokban vagy gyarmati területeken a pápa több egyházmegyét is alapított, és minden lehetséges eszközzel támogatta a misszionáriusok munkáját. Kibővítette a Hitterjesztési Kongregáció hatáskörét, és 1627-ben megalapította a Collegium Urbanumot, amelyben kifejezetten misszionáriusokat képeztek ki, akik távoli, idegen országokban hirdethették az Úr igéjét. 1633-ban Kína és Japán területét megnyitotta az összes szerzetesrend előtt, ezzel megszüntette a jezsuita rend kizárólagos jogát a térítésre ezekben az országokban. 1639. április 22-én kiadott egy bullát, amelyben szigorúan megtiltotta az őslakos indiánok rabszolgaságba vetését Brazíliában, Paraguayban és a Nyugat-Indák területén. Ez a döntés azért vált szükségessé, mert a Dél-Amerikában térítő jezsuiták sorai között egyre nagyobb számban jelentek meg az őslakosok is. 

A szerzetesrendek egyébként is nagy támogatóra leltek Orbán személyében. A pápa több rendet is elismert, vagy magasabb rangra emelt. 1628-ban elismerte az 1609-ben Peter Fourier által alapított Megmentőnk Kongregációját, amely az ágoston rend alapszabályain nyugodott. 1632-ben elfogadta a lazaristák alapszabályait is, amelyet Vincent de Paul alapított világi kongregációként. Ezek mellett még négy apácarendet is elfogadott, de a jezsuiták női szárnyát 1631-ben elutasította egyházi fegyelemsértés miatt.

#### Itáliai politika

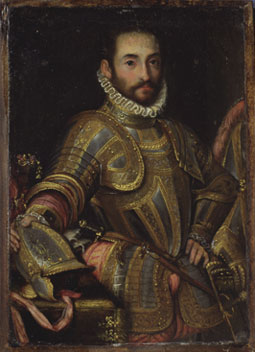
II. Francesco Maria della Rovere, urbinoi herceg portréja

Orbán az itáliai politikát saját belügyeként kezelte, és a Pápai Állam igazgatásában eléggé makacs természetnek bizonyult. Még a hozzá közel álló unokaöccsei sem tudták befolyásolni döntéseit. A pápa számára az itáliai politika tulajdonképpen három város köré fonódott. Ezek közül az első és minden szempontból a legsikeresebb Urbino volt. A pápai területekkel határos hercegség trónján II. Francesco Maria della Rovere trónörökös nélkül öregedett meg, és a pápa nem mulasztotta el a kínálkozó lehetőséget, és rábeszélte a herceget, hogy halála után a hercegség területét hagyja az egyházra. A herceg elfogadta az egyházfő ajánlatát, és 1626-ban az Urbinói Hercegség a Pápai Állam részévé vált.

Az itáliai politika mantovai felvonása már sokakat megdöbbentett, és többen is kritizálták Orbánt miatta. A Gonzagák megüresedett mantovai trónjára nőágon több jelölt is akadt. A buzgó katolikus Habsburgok is pályáztak a trónra, de a pápa mindenki legnagyobb megdöbbenésére a protestáns Nevers hercege mellé állt. Ez a lépés már a pápa európai politikáját mutatta meg, amelynek legfőbb vonása az volt, hogy az egyre közelebb érő spanyol és osztrák területek, vagyis a két nagy Habsburg birodalom hatalmas fenyegetést jelenthet Itália és a független, kiterjedt hatalmú pápaság számára. Éppen ezért Orbán mindent megtett a Habsburgok hatalmának korlátozásáért, még egy protestáns herceget is Mantova trónjára juttatott.

Az itáliai politika harmadik felvonása a tendenciának megfelelően egyenesen katasztrofális volt. A Castro városának birtoklása feletti háború Parma ellen óriási költségeket és ráadásul kudarcot hozott Orbánnak. A pápa pontifikátusának végén, 1639-ben a parmai herceg, Odoardo Farnese Rómába látogatott, ahol a pápa unokaöccseivel rendkívül összeveszett az etiketten és egymás rangbeli elismerésén. A sértődött unokaöcsök rábeszélték Orbánt, hogy tiltsa meg a castrói gabona Rómába szállítását, amely a parmai herceg egyik legfontosabb bevétele volt. Az export megszűnése miatt Odoardo nem tudta fizetni a montikat, azaz a kölcsönök részleteit. A bankárok rögtön Orbánhoz fordultak segítségért, aki 1641. október 13-án erővel lefoglalta Castro városát és annak környékét, hogy ezzel is kényszerítse a herceget tartozása megfizetésére. De Odoardo nem tettsemmit, ezért a pápa 1642. január 13-án kiátkozta a herceget. Odoardo csak ekkor szánta el magát komoly lépésre, és hamarosan szövetséget kötött Toszkánával, Modenával és a Velencei Köztársasággal, és hatalmas sereg élén Róma ellen vonult. A pápai sereg megadta magát a háromezer lovas előtt, és Orbán legnagyobb elkeseredésére megkezdődtek a béketárgyalások Orvieto közelében. 1644. március 31-én hosszas vonakodás után végül Orbán aláírta a békeszerződést, amelyben mindent visszaállítottak a háború előtti állapotába. A vesztes harcok állítólag nagyon megviselték a pápát, és a kudarc közrejátszott közeli halálában is. Az óriási adóterhet jelentő háború miatt a rómaiak is a pápa ellen fordultak. Uralkodásának utolsó éveire népszerűtlen uralkodóvá vált VIII. Orbán.

### Önérdekű külpolitika

#### A 30 éves háború 21 éve
Orbán hosszú pontifikátusának idején Európát történelmének egyik legátfogóbb háborúja rázta meg, a harmincéves háború. A történészek leírásai a pápát igen visszás és meglehetősen kritizálható alakként örökítették meg. Orbán legfőbb célja az volt, hogy gátat vessen a két Habsburg-ház, vagyis Ausztria és Spanyolország hatalmi gyarapodásának. Éppen ezért a pápa nem állt II. Ferdinánd császár mellé a protestánsok elleni harcban, hanem inkább Franciaországot és kimondatlanul Gusztáv Adolf, svéd uralkodót támogatta.

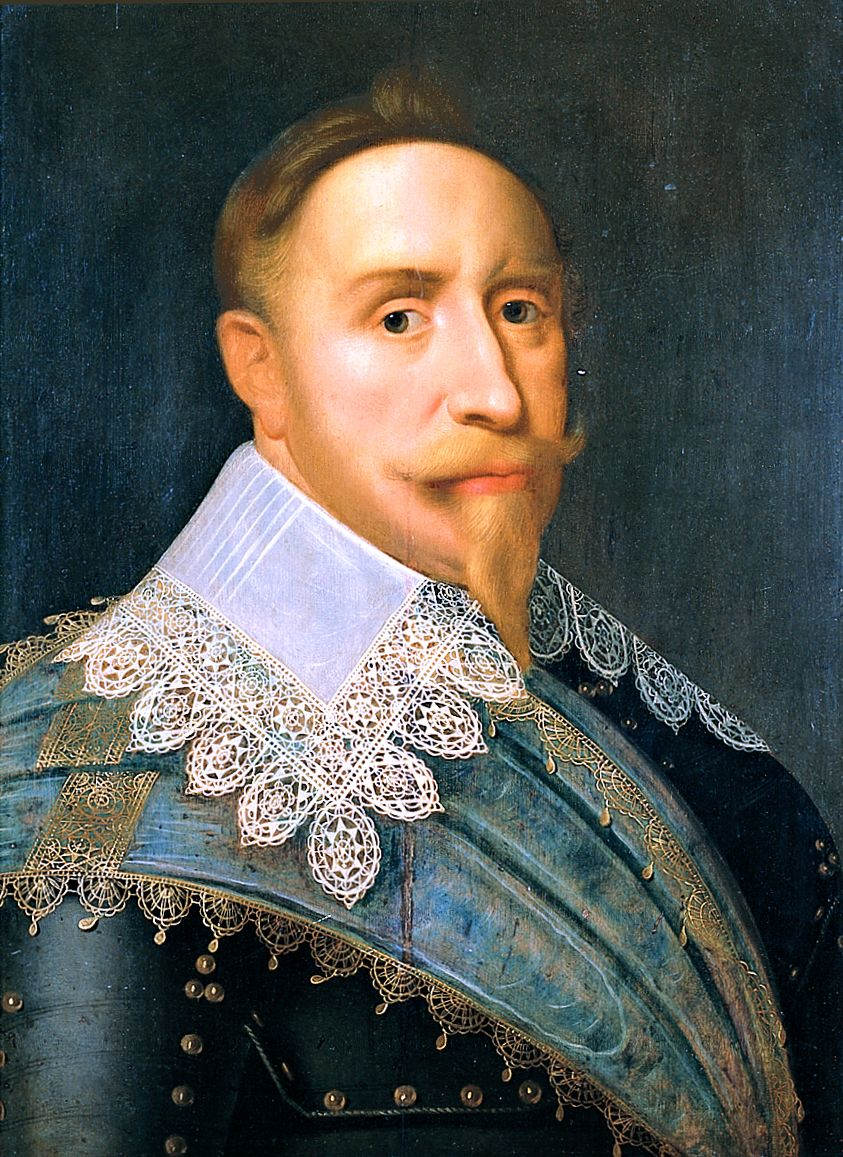
II. Gusztáv Adolf, svéd király portréja

A pápának mindenképpen pártot kellett választania, hiszen a háború cseh szakaszának lezárulása után már Itáliát is harcok fenyegették, ezért Orbán semmiképpen nem nézhette tétlenül az eseményeket. A pápaság belépése azért vált kényszerűséggé, mert Orbán elődje, XV. Gergely pápa ellenőrzése alá vonta a Valtellina völgyet, ami miatt a spanyol és francia korona kis híján háborúba fogott. A váratlanul elfoglalt terület hovatartozását azonban továbbra sem zárta le nemzetközi megállapodás. Orbán természetesen a pápai állam részének tekintette a völgyet, de Spanyolország és Franciaország másként gondolkodott az ügyben. 1624-ben megtagadta a francia-savoyai-velencei szövetséget Spanyolország ellen, majd 1626-ban nem akarta aláírni a völgy felosztásáról rendelkező monzoni békét.
Az egyházfő tehát nehezen tudta elszánni magát valamelyik oldal mellett. Nem akart nyíltan szembekerülni a császárral, de a francia trónnal sem akarta megszakítani régi jó kapcsolatait. Éppen ezért Orbán különös politikát folytatott a harmincéves háború folyamán. Szavakban és minden látszatban igyekezett támogatni a katolikus erőket, és II. Ferdinándot, de valójában a franciák malmára hajtotta a vizet. Amikor Ferdinánd a császári haderő főparancsnokává Wallensteint nevezte ki, Orbán 1632. január 17-én gratulált neki a kinevezéshez és apostoli áldását adta működésére. Emellett két millió frankot küldött a császárnak és a Katolikus Ligának a protestánsok elleni háborúhoz. A látszat tehát tökéletes volt, de Ferdinándnak nehéz volt elfogadnia, hogy a pápa elutasítja a Ligához való csatlakozást, holott biztos szövetségesként számolt Orbánnal. Az egyházfő távolmaradását azzal indokolta, hogy a császár nemcsak a protestáns svédek ellen akar háborút vezetni, hanem a franciák ellen is, amit pedig nem támogathat, mint minden katolikus feje. Néhány levélben megpróbálta lebeszélni XIII. Lajost és Richelieu bíborost a svéd uralkodóval kötendő szövetségről, de kérése hiábavaló volt. Erélyesebb követelést nem mert küldeni Párizsba, mert félt attól, hogy Franciaország is Anglia mintájára elszakadna Rómától.
Orbán kissé kétkulacsos politikája persze nem maradt visszhang nélkül. Rómában a pápának sorozatosan pletykákat kellett megcáfolnia, márpedig minden szóbeszédnek meg van a maga alapja. A rómaiak azt pusmogták, hogy Orbán ellenzi Ferdinánd öccsének római királlyá koronázását, vagy hogy szíve szerint Wallenstein főparancsnok leváltását szorgalmazná. Persze ennyi év múltán nehéz lenne a pápa valós érzéseit pontosan leírni, de a pletykáknak akár meg is lehetett az alapjuk. A legérdekesebb ilyen szóbeszéd az 1632-es lützeni csata után röppent fel. A csatában elesett Gusztáv Adolf, svéd király, akinek halálát a pápa állítólag mélyen meggyászolta. Rómából a hír persze gyorsan a császár fülébe jutott, mire Orbán azonnal hivatalos levelekben kezdett magyarázkodni, hogy valójában a svéd uralkodó haláláért adtak hálát az Úrnak, és még a Te Deum is többször felhangzott. Mindenesetre az egyházfő szerepvállalása a háború során mindvégig kettős maradt, és mindig nehezen lehetett jellemezni azt.

#### Angol törekvések

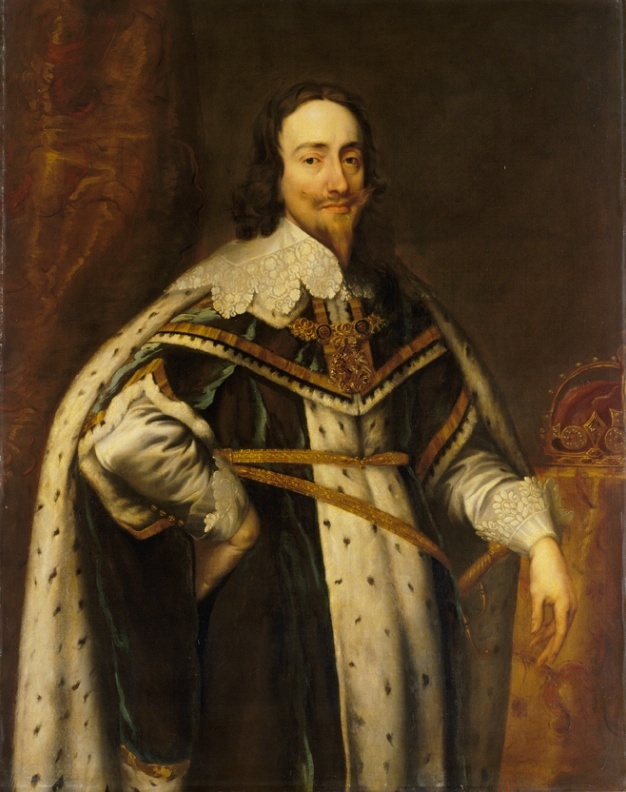
I. Károly angol király portréja

VIII. Henrik uralkodása óta minden római pápa igyekezett valahogyan visszacsalogatni Angliát a katolicizmus kötelékeibe. Ez alól nem volt kivétel Orbán sem, aki hosszas uralkodása alatt folytonos kapcsolatban állt a londoni királyi udvarral. A pápa az 1624-ben megüresedett püspöki székre Angliába küldte Richard Smith apostoli vikáriust, aki a szigetországban csak halmozni tudta a gondokat, semmint megoldani azokat. Smith túlzott egyházi hatalmat akart összpontosítani kezében, amit a jezsuiták és a többi szerzetesrend sem ismert el. A kormányzat sem különösebben kedvelte a pápa által küldött követet. A túlzott hatalmat követelő Smith néhol erőszakos, együttműködésre képtelen és meggondolatlan politikája végül odáig vezetett, hogy az angol parlament újabb katolikusellenes törvényeket alkotott, és 1631-ben kitiltotta a püspököt az országból. 

Három évvel később Orbán jobban átgondolta, hogy kit küldjön a ködös Angliába követeként. Gregorio Panzanira esett a választása, aki kiváló diplomata hírében állt. És valóban Gregoriónak sikerült elsimítania mindazt, amit elődje tönkretett. I. Károly angol király és a parlament is megenyhült, és működése során sikerült nagyobb szabadságot kivívni a katolikusoknak. Gregorio 1638-ban visszatért Rómába, és helyére a következő évben George Conn érkezett, akit egészségi állapota miatt hamarosan vissza kellett hívni Rómába. Orbán az angol Conn helyére Rossetti atyát küldte, aki merőben más közhangulatú Angliában találhatta magát, mint elődjei. A katolikus feleséget választó Károlyt egyre több vád illette a katolikusok túlzott támogatása miatt. Persze az uralkodónak hamarosan ez lett a legkisebb gondja, ugyanis a parlament nagyobb hatalmat követelt magának, és a belpolitika ugyancsak puskaporos hangulatúvá vált. Az angol polgári forradalomhoz vezető években az uralkodó Rossettin keresztül kért Orbántól pénzügyi és katonai támogatást. A pápa viszont közölte vele, hogy csak akkor hajlandó megadni a segítséget, ha az uralkodó felveszi a katolikus hitet. 1642. október 26-án kitört a polgárháború, ami tulajdonképpen elvágta Orbán és Károly párbeszédét.

### Művészetpártoló pápa

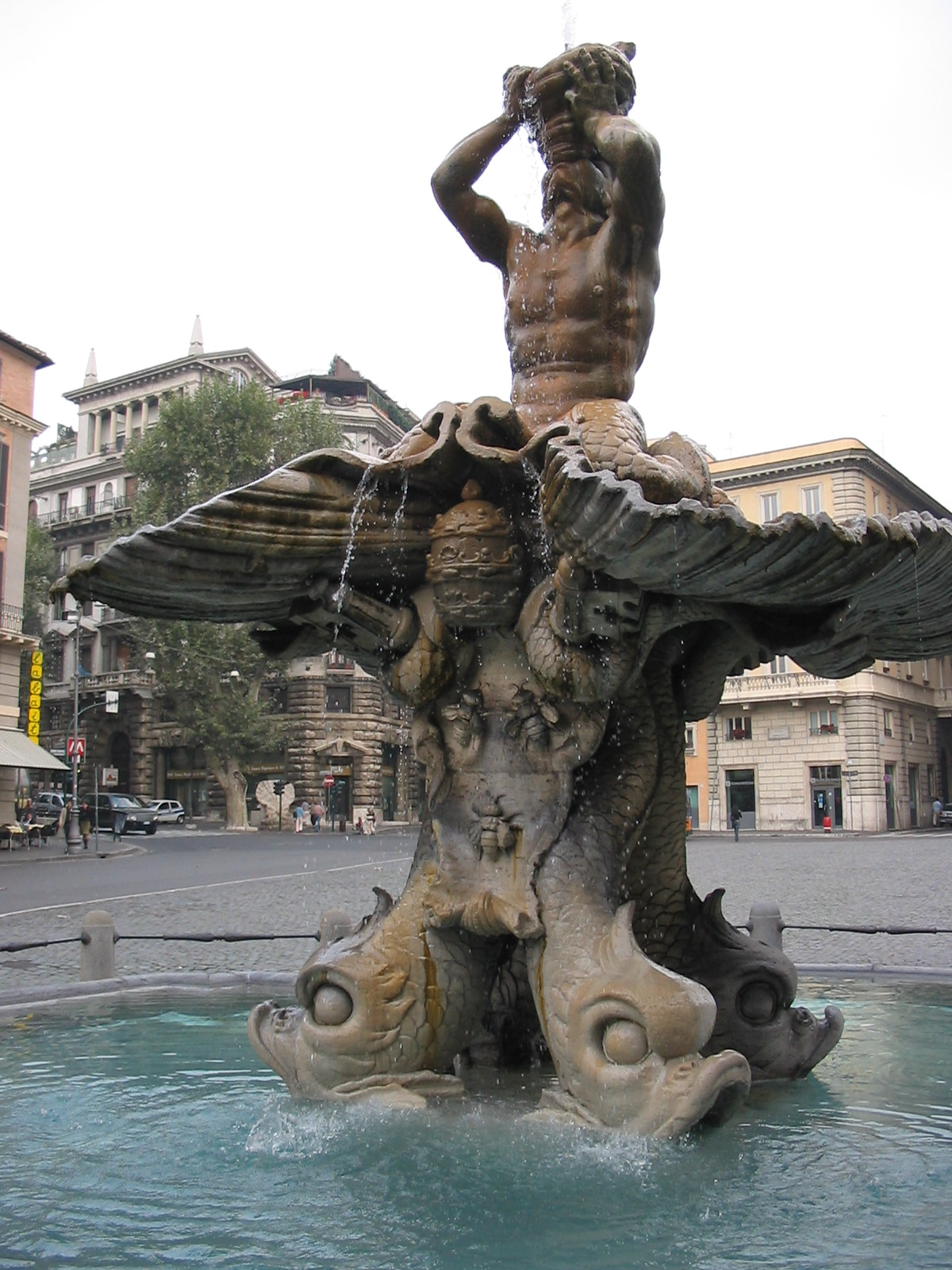
A Fontana del Tritone szökőkút Orbán címerével

VIII. Orbán a politika és az uralkodás gondjai mellett rajongott minden művészeti ágért. Ez nem csoda, hiszen maga is rendelkezett művészi vénával. Az általa megreformált Breviáriumban is jelentek meg versei, de trónra lépése előtt is több költeményt írt. Ezeket egy kötetben 1637-ben adták ki Rómában Maphei Cardinalis Barberini poemata címmel. A pápa több híres gondolkodót és művészt is a pápai udvarba csalogatott, és nem sajnálta tőlük a pénzt. Meghívására költözött az örök városba Athanasius Kircher, tudós és Orbán alkalmazásában virágzott fel Nicolas Poussin és Claude Lorrain festészete is. 

Mégis a pápa az építészet területén alkotott igazán maradandót. Itáliaszerte hatalmas építkezésekbe fogott, és Róma arculatán is egyre erősödő barokk hatás jelent meg pontifikátusa során. Orbánt több bírálat is érte, amiért Itáliát valóságos erődállammá alakította, ahelyett, hogy Ferdinándnak nyújtott volna segítséget. És a pápa mintha tényleg háborúra készülne csodás erődöket építtetett. Felépíttette a mantovai határhoz közel fekvő Fort Urbanót Castelfrancóban, fegyvergyártó manufaktúrát alapított Tivoliban és felépíttette a vatikáni fegyvertárat is. Civitavecchia kikötőjét megerősítette, és hadi kikötővé alakította át. Az Angyalvár újabb megerősítést kapott, éppúgy mint a Monte Cavallón épült erőd, és a Tiberis jobb oldalán is több erődítmény emelkedett ki a földből.
Persze a hadi építkezések mellett a pápa a szépségre és a művészi kidolgozásra is sokat adott az építészetben. Orbán építtette fel a lenyűgöző pápai palotát Castel Gandolfoban, amely mind a mai napig a pápák nyári lakhelye. Megalapította a Vatikáni Szemináriumot, és Rómában Bernini és Borromini alkotásaival újabb lenyűgöző építészeti és szobrászati emlékekkel gazdagította a várost. Ekkor alakult ki a Piazza Barberini lenyűgöző épületegyüttese, amelyen unokaöccse felügyelete alatt elkészült a Barberini Palota, majd a tér központjában felállították a Fontana del Tritone szökőkutat.Ekkor épült fel a Hitterjesztési Kongregáció épülete, és Orbán különös figyelmet fordított a Szent Péter-bazilika belső terének alakításában. 

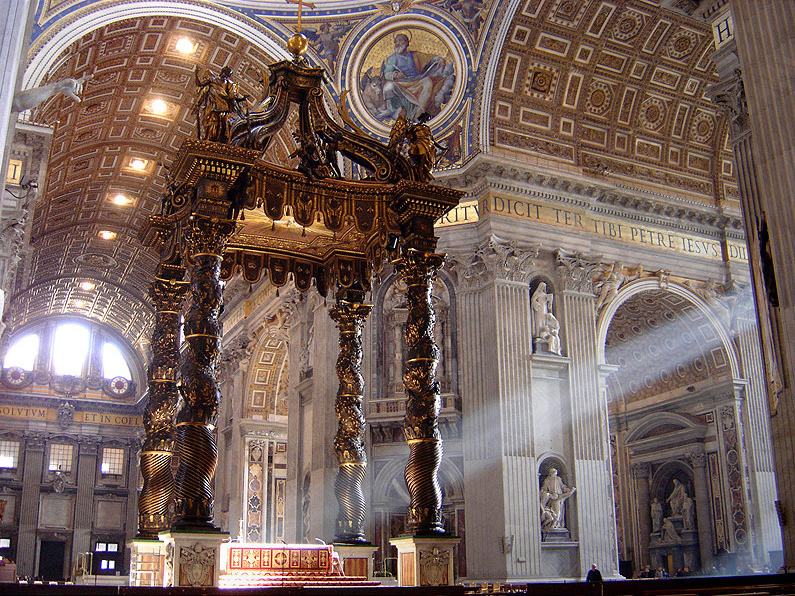
Bernini baldahinos főoltára a Szent Péter-bazilikában

Berninit bízta meg a hatalmas bazilika több mai napig meghatározó elemét. Ekkor készült el a bronzból hatalmas baldahinos főoltár, amely Bernini egyik legjellegzetesebb alkotása volt. A rengeteg bronz anyagot Orbán engedélyével a Pantheon óriási bronzkupolájából nyerték ki, ami sok rómait felháborított. A híres Pasquino, az úgynevezett beszélő szobor talapzatán rendre megjelentek a várost lázban tartó pletykák. Egy szellemes versike pedig kifejezte a bronz kupola elbontása miatti csalódottságot is: Quod non fecerunt Barbari, fecerunt Barberini vagyis amit a barbárok nem tettek meg, megtette Barberini. A bazilikában Orbán síremléket emeltetett Matilda grófnő emlékére, aki hajdan az Egyházi Állam egyik legnagyobb támogatója volt. A grófnő földi maradványait Mantovából szállították át a Szent Péter-bazilikába, ahol Bernini méltó síremléket készített a nagy grófnőnek. Persze síremlék terén VIII. Orbán sem maradt alul. Bernini III. Pál pápa sírhelyével szemközt készítette el Orbán ragyogó síremlékét. A pápa uralkodása alatt ezen építkezések csak a legjelentősebbek voltak. Alig akad olyan városrész, amelyben ne lehetett volna találkozni Orbán három méhhel díszített címerével. Tereket, utcákat és templomokat építtetett, újíttatott fel.
Orbán háborúi és nagymértékű építkezései valamint művészetpártolása nem maradt nyomok nélkül a pápai kincstárban. A történelem egyik legnagyobb adósságát halmozta fel Orbán uralkodásának huszonegy éve alatt. Már egyébként sem indulhatott tiszta lappal, ugyanis trónra lépésekor 16 millió scudi adósságot örökölt. Ez 1635-re elérte a 28 milliót, és uralkodásának végére már 35 milliót taksált. Ez azt jelentette, hogy az egyéves pápai összbevételek 80%-át tette ki csak az adósság törlesztésének kifizetése. Az állam adóssága nem tett jót a rómaiak erszényének sem. A pápa felvett kölcsöneit hatalmas adókban érezte meg a köznép. Mire Orbán élete utolsó évébe lépett rendkívül népszerűtlen pápa volt Rómában. Ennek egyik oka az adósság miatti hatalmas adók voltak, míg másrészről a vesztes castrói háború is rontott a pápa megítélésén. 

Orbán végül 1644. július 29-én halt meg. Halálának hírére a tömeg ledöntötte a Capitoliumon felállított mellszobrát, amely jelzi a pápa népszerűtlenségét. A vegyes megítélésű egyházfőt a számára készített sírban helyezték örök nyugalomra a Szent Péter-bazilikában.

## Művei
- Documenta Catholica Omnia (latin nyelven). Cooperatorum Veritatis Societas. (Hozzáférés: 2011. december 6.)

## Művei magyarul
- Ember-üdvösség kútfeje In: Sík Sándor: Himnuszok könyve, Szent István Társulat, Budapest, 1943, 455. o.

## A populáris kultúrában
Alakja A szultána című televíziós sorozatban is megjelenik, ahol Mustafa Kıran török színész alakítja.